# Đảo Devon
Đảo Devon (tiếng Anh: Devon Island, tiếng Inuit: Tatlurutit), được tuyên bố là hòn đảo không có người ở lớn nhất trên trái đất. Đảo nằm tại vịnh Baffin, vùng Qikiqtaaluk, lãnh thổ Nunavut, Canada. Devon là một các đảo lớn của quần đảo Bắc Cực Canada, là đảo lớn thứ hai của quần đảo Nữ hoàng Elizabeth, là đảo lớn thứ sáu của Canada, và là đảo lớn thứ 27 trên thế giới. Đảo có diện tích 55.247 km2 (21.331 dặm vuông Anh) gồm đá phiến ma tiền Cambri và bột kết Đại Cổ Sinh và đá phiến sét. Điểm cao nhất là chỏm băng Devon với cao độ 1.920 m (6.300 ft) và là một phần của dãy núi Bắc Cực. Đảo Devon có một vài dãy núi nhỏ, như dãy Treuter, dãy Haddington và dãy Cunningham.
Do có độ cao tương đối lớn và có vĩ độ nằm gần cực Bắc, đảo chỉ có một số lượng ít ỏi bò xạ cùng các loài chim và động vật có vú nhỏ. Đời sống động vật tập trung tại vùng đất thấp Truelove trên đảo, tại đó có một vi khí hậu thuận lợi và hỗ trợ cho sự phát triển tương đối tươi tốt của thực vật Bắc Cực. Nhiệt độ trong một thời gian ngắn (40 đến 55 ngày) hiếm khi vượt quá 10 °C (50 °F), và trong mùa đông có thể giảm tới −50 °C (−58 °F). Với một hệ sinh thái sa mạc địa cực, đảo Devon nhận được lượng mưa rất thấp.
Mũi Liddon là một vùng chim quan trọng (IBA) đáng chú ý với các cá thể Cepphus grylle (chim uria đen) và Fulmarus glacialis (hải âu  Fulmar phương Bắc). Mũi Vera, một vùng chim quan trọng khác, cũng được chú ý với số hải âu Filmar phương Bắc tại đó.
Đảo Devon cũng được chú ý đến với sự hiện diện của hố va chạm Haughton, được tạo thành từ 39 triệu năm trước khi một thiên thạch với đường kính khoảng 2 km (1,2 mi) đã đâm vào khu rừng tồn tại hồi đó. Cuộc va chạm để lại một hố có đường kính xấp xỉ 23 km (14 mi), với một hồ nước được hình thành từ vài triệu năm.
Robert Bylot là người châu Âu đầu tiên đã nhìn thấy hòn đảo vào năm 1616. William Edward Parry đã vẽ bản đồ bờ biển phía nam của đào vào năm 1819-20. Năm 1850, Edwin De Haven đã giong buồm đến eo biển Wellington và đã trông thấy bán đảo Grinnell của đảo.
Một tiền đồn đã được thiết lập tại Dundas Harbour vào năm 1924, và nó đã được cho Công ty vịnh Hudson thuê lại chín năm sau đó. Sự sụt giá của lông thú và sự cần thiết phải cắt giảm chi phí đã dẫn đến việc 53 gia đình Inuit từ đảo Baffin phân tán đến đảo Devon vào năm 1934. Điều đó được coi là một thảm họa do điều kiện gió và khí hậu ở đây lạnh hơn nhiều, và người Inuit đã chọn cách rời bỏ vào năm 1936. Dundas Harbour lại có người cư trú vào cuối thập niên 1940, song đến năm 1951 lại bị bỏ hoang. Chỉ còn lại phế tích của vài ngôi nhà.